# Rue Catulle-Mendès
La rue Catulle-Mendès est une voie du 17e arrondissement de Paris, en France.

## Situation et accès
La rue Catulle-Mendès est une voie publique située dans le 17e arrondissement de Paris. Elle débute au 10, avenue Stéphane-Mallarmé et se termine au 21, boulevard de la Somme.

## Origine du nom

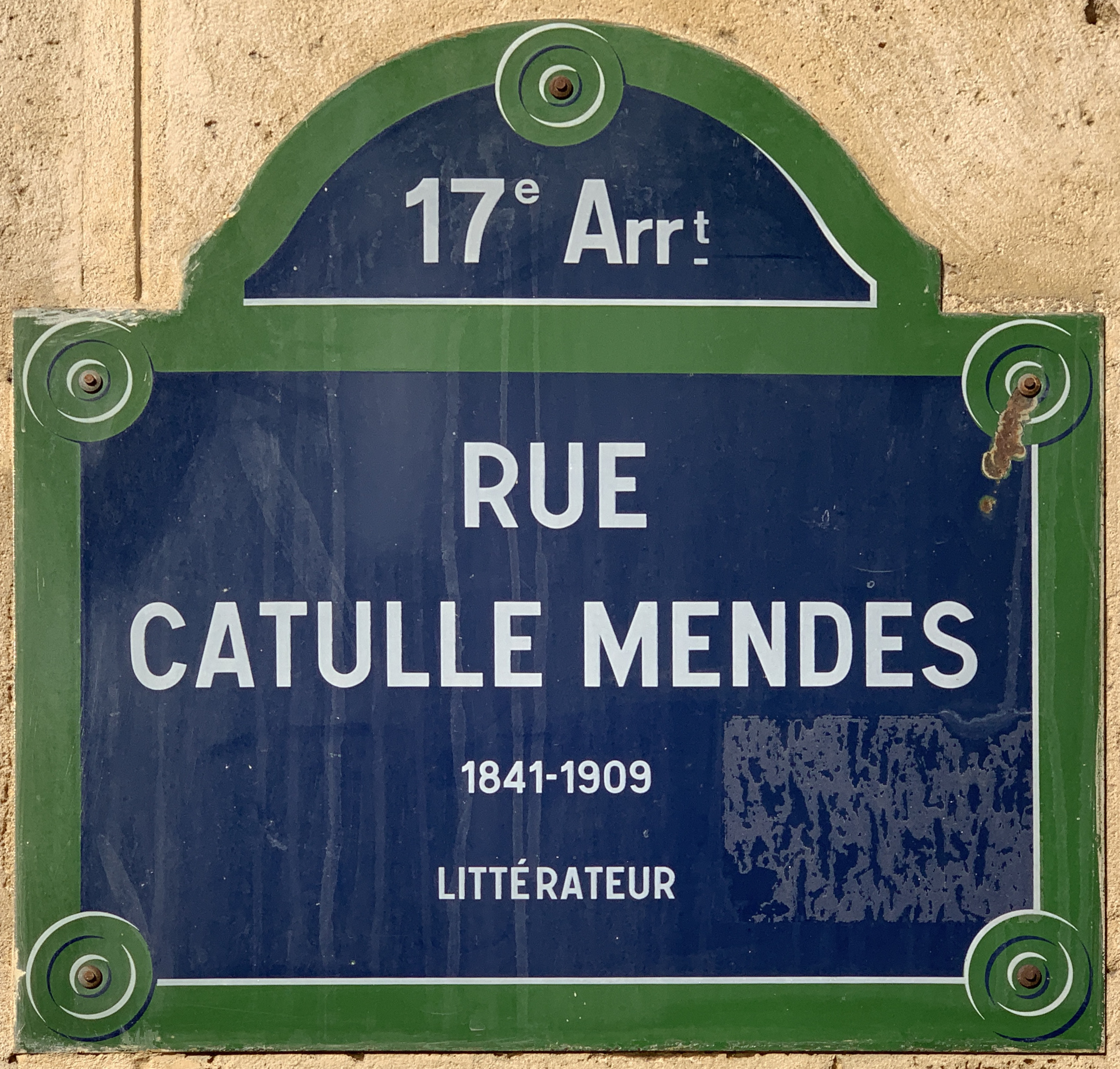
Plaque de la rue.

Elle porte le nom de Catulle Mendès (1841-1909), écrivain français.

## Historique
La voie a été ouverte en 1926 sur l'emplacement du bastion no 48 de l'enceinte de Thiers et a pris sa dénomination actuelle le 12 octobre 1936.